# Grigorij Aleksandrovič Demidov
Grigorij Aleksandrovič Demidov, (in russo: Григорий Александрович Демидов) (21 febbraio 1765 – 31 gennaio 1827), è stato un nobile russo.

## Biografia
Era il figlio di Aleksandr Grigor'evič Demidov (1737-1803), e di sua moglie, Praskòv'ja Matveevna Olsufjeva (1730-1813), nipote di Grigorij Akinfievič Demidov.

## Carriera
Inizialmente servì come aiutante di campo di Caterina II del reggimento delle guardie. Nel 1803, dopo la morte del padre, ricevette una grande fortuna.
Era noto per le sue opere di carità. Nel 1817 donò alla biblioteca dell'Università di Mosca, 410 libri, tra cui, libri molto rari.

## Matrimonio

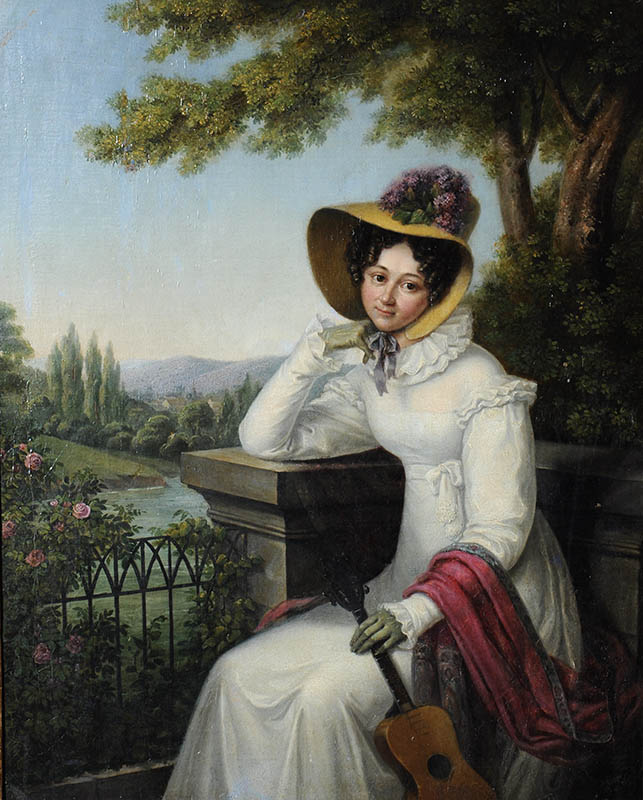
Ritratto della principessa Ekaterina Petrovna Lopuchina.

Sposò, il 13 settembre 1797, la principessa Ekaterina Petrovna Lopuchina (11 aprile 1783-21 luglio 1830), figlia di Pëtr Vasil'evič Lopuchin e, della sua prima moglie, Praskov'ja Ivanovna Levshina. Ebbero sei figli:
- Nikita Grigor'evič (26 giugno 1798-28 dicembre 1813);
- Praskov'ja Grigor'evna (1799-1840), sposò Aleksandr Aleksandrovič Bakhteev;
- Aleksandr Grigor'evič (1803-1853);
- Pëtr Grigor'evič (1807-1862);
- Pavel Grigor'evič (1809-1858);
- Anna Grigor'evna (1810-1840), sposò Aleksandr Yegorovič Engelhardt.

## Morte
Morì il 31 gennaio 1827. Fu sepolto nel Monastero di Alexander Nevskij.

## Onorificenze
| Controllo di autorità | VIAF (EN) 316389166 · CERL cnp01512614 · GND (DE) 1072106299 |